# Джим Пуговка и машинист Лукас
«Джим Пуговка и машинист Лукас» (нем. Jim Knopf und Lukas der Lokomotivführer) — немецкий фильм в жанре фэнтези режиссёра Денниса Ганзеля. Экранизация романа Михаэля Энде «Джим Баттон», на основе которого ранее был снят одноимённый мультсериал. Выход в широкий прокат в России состоялся 28 июня 2018 года.

## Сюжет
Фильм полностью и в точности повторяет сюжет первой книги о приключениях сироты Джима Пуговки, выросшего на острове-королевстве с населением из четырёх человек, его друга, машиниста Лукаса и волшебного паровоза Эммы.
В самом начале фильма мы видим корабль «Тринадцати Лютых» — жестоких пиратов, похищавших детей и продававших их в рабство неизвестно куда. Далее один из пиратов приносит капитану большую коробку, в которой лежит младенец (тоже похищенный). Пираты представляют, сколько золотых им за него заплатят. На последних кадрах все пираты смеются…
На следующее утро действия происходят на острове-государстве Медландия. Почтовый корабль пришвартовывается к берегу. Оттуда выходит почтальон, держащий в руках большую коробку, на которой написано почти неразборчивым почерком: «13 Лютых». Когда почтальон уплывает, к коробке подходят машинист Лукас, фрау Каак, мистер Пиджакер и король Медландии Альфонсо. Вдруг в коробке кто-то начинает двигаться. Только Лукас осмеливается распечатать коробку и, сделав это, он видит там того самого младенца. Король спрашивает мистера Пиджакера, это девочка или мальчик. Последний, после короткой проверки, убеждается, что это мальчик. Лукас предлагает назвать мальчика Джимом, все соглашаются. Так машинист и фрау Каак решают усыновить мальчика.
Когда Джим немного подрастает, Лукас начинает катать его на своём волшебном паровозе по имени Эмма, которая также может чувствовать, например горе или радость, а ещё может говорить с помощью гудков и понимать человеческую речь.
Спустя ещё немного лет, помогать Лукасу становится почти ежедневным занятием Джима. В свободное время любит похулиганить, стреляя из рогатки. Потом он случайно рвёт себе штаны. Фрау Каак зашивает их и закрепляет пуговкой. С тех пор фрау называет Джима Джимом Пуговкой. На следующий день мистер Пиджакер приносит им одежду. Фрау немного роется в ней, но затем просит Джима отнести коробку с одеждой ей в комнату. Когда Джим кладёт коробку на полку, он случайно роняет несколько банок, но ловит их, а затем падает с лестницы на пол. Рядом с Джимом падает коробка. Мальчик подходит к ней и видит подпись «13 Лютых». Джим открывает коробку, берёт фотографии и рассматривает их. На этих фотографиях Джим изображён ещё совсем маленьким. Затем он приходит к Лукасу по его просьбе и спрашивает, почему Лукас и фрау Каак белые, а он — чёрный и откуда тогда он родом. Лукас затрудняется ответить. Спустя ещё немного времени, король Альфонсо вызывает Лукаса «по важному вопросу». Король хочет, чтобы Лукас отправился на «большую землю» (континент), и нашёл какой-нибудь плавучий остров, чтобы его можно было присоединить к территории Медландии, казавшейся королю уже маленькой и тесной. При этом короля не интересует, как Лукас достигнет этой цели. Альфонсо предлагает машинисту выбор: либо он выбирает Джима и уплывает искать какой-нибудь остров, либо он остаётся в Медландии, но теряет Эмму. На первых порах Лукасу сложно решить: Джим ему уже как родной сын, и он не хочет терять его, как не хочет терять и Эмму. Расстроенный, и в то же время вне себя от ярости Лукас преждевременно покидает короля. Дома он рассказывает фрау Каак о приказе короля, это же слышит пришедший домой Джим. Вскоре Лукас принимает решение: он поплывёт искать новую территорию для Медландии, но при этом он поплывёт на Эмме. Джим тоже хочет поплыть вместе с Лукасом, но последний не разрешает, так как это очень опасно. Всё же Джим уговаривает Лукаса.
Ночью, когда все приготовления завершены, Лукас ждёт Джима на пристани. Не желая уходить, не попрощавшись, Джим целует уснувшую в кресле фрау Каак и оставляет ей записку. Затем Джим прибегает к Лукасу, уже собиравшемуся уплывать. Первый залезает в паровоз, и вместе с Лукасом они отплывают от пристани. Машинист говорит Джиму, что обратного пути уже нет. Мальчик отвечает, что уверен и говорит, что, может быть, попутно, они узнают, откуда Джим родом…
Спустя несколько часов, начался сильный шторм. Джим случайно выпадает из паровоза, Лукас вытаскивает его с помощью спасательного круга. Но их тут же накрывает гигантской волной…
Джим приходит в себя и будит Лукаса. Они оба осматриваются, и Джим находит бутылку с запиской. Мальчик открывает её и пытается прочитать, но некоторые символы и слова пропущены. Он понимает лишь одно: принцессу Ли Си похитили и продали в рабство в Драконий город. Лукас решает съездить в находящийся неподалёку город в надежде узнать о записке больше. По пути выясняется, что место крушения друзей — страна Ма́ндала (переименованный Китай). Лукас с Джимом видят множество людей, особенно лилипутов. Они рождаются так — сначала взрослый рожает ребёнка, ребёнок — ещё одного ребёнка, тот ребёнок — ещё одного и так далее. Причём эти «дети детей» по росту меньше обычного ребёнка. Вскоре Лукас и Джим подъезжают в дворцу. Они стучат в дверь, и из небольшой дверцы высовывается голова человека. Человек спрашивает, что им нужно. На это Лукас отвечает, что им нужен император. Человек не пускает друзей. Растерявшись, они собираются постучать ещё раз, но тут их встречает лилипут по имени Пинг-Понг, который является приближённым императора и случайно подслушал разговор Лукаса с человеком. Лукас с Джимом говорят Пинг-Понгу, что они изрядно проголодались и не может ли лилипут принести им еды. Вскоре Пинг-Понг приносит друзьям жареных кузнечиков с соусом. Лукас и Джим поначалу отказываются, и лилипут предлагает им засахаренных червей и жабьи глаза с соусом из улиточной слизи. Поняв для себя, что жареный кузнечик куда лучше червей и жабьих глаз, пусть даже они и в сахаре и в соусе, Лукас пробует кузнечиков с соусом первым. Увидев на лице Лукаса улыбку, Джим тоже решает поробовать. Ему тоже нравится. Лукас от удовольствия начинает набирать жареных кузнечиков в руку и засовывать в рот. Затем Пинг-Понг рассказывает, как у императора пропала дочь, Ли Си. С тех пор он ничего не ест и «питается только своим горем». Друзья решаются помочь императору, но для начала нужно к нему попасть. Пинг-Понг убегает на праздник, а Лукас с Джимом опять стучат в ворота. Им снова, уже раздражённо, отвечает тот же человек и просит уйти друзей вон. Но Лукас хватает человека за голову и убеждает его, насколько друзьям нужен император. Человек открывает ворота. Оттуда выбегает отряд воинов во главе с их капитаном императорской дворцовой стражи. Их отводят к трём приближённым императора. Друзья спрашивают их о принцессе Ли Си, но те лишь насмехаются («А у вас есть подтверждение личности, или удостоверение? Чем же вы докажете, что вы существуете?»). Лукас начинает угрожать обидчикам, и те приказывают арестовать и Джима, и Лукаса. После недолгой схватки, в которой Лукас раскидывал воинов, как мусор, один из приближённых берёт Джима в заложники. Верховный императорский бонза (один из трёх приближённых императора) приговаривает Лукаса и Джима к смерти путём отсечения головы. Казалось, сейчас они погибнут, но в последний момент появляется император в сопровождении Пинг-Понга. При этом воин, который должен был отрубить голову Лукасу, успевает разрезать курительную трубку машиниста, который всё это время держал её во рту. Верховный императорский бонза говорит императору, что Лукас с Джимом — опасные шпионы, но Пинг-Понг убеждает правителя, что бонза лжёт. Поверив Пинг-Понгу (сделав правильное решение), император приказывает капитану императорской стражи посадить трёх лгунов в тюрьму. Джим благодарит лилипута за помощь.
Уже в императорских хоромах император показывает Лукасу и Джиму шкатулку, в которой лежит записка. Пинг-Понг сообщает друзьям, что это письмо было выловлено из Жёлтой реки, и что ещё ни один мудрец страны не смог восстановить пропущенные слова. При этом правитель уже с трудом сдерживает слёзы. Лукас раскрывает письмо, а Джим, вспомнивший про своё найденное письмо, вытаскивает его из кармана, раскрывает и накладывает оба письма друг на друга. Почерк при этом одинаковый, и оба письма с пропущенными словами складываются в одно. Джим читает письмо, и из него узнаётся, что принцессу похитили те самые «13 Лютых» и продали в рабство фрау Зуппер. Там, в плену, кроме неё, много мальчиков и девочек. В глазах императора теплится надежда на скорое возвращение дочери. Но затем Джим спрашивает, как попасть в Драконий город. Пинг-Понг приказывает созвать в большой тронный зал императорских мудрецов. Вскоре появляются восемь императорских «цветов учёности» и садятся на пол. Лукас и Джим задают два вопроса: где находится Драконий город и как туда попасть. Встаёт первый мудрец, подходит к друзьям, кланяется и отвечает, что ни одному простому смертному не известны ответы на эти два вопроса. Далее встаёт второй мудрец, подходит, кланяется и говорит, что, скорее всего, город находится за полосатыми Красно-Белыми горами. Там Жёлтая река впадает в глубокую пещеру, но откуда река берёт исток, никому не известно. Наконец, третий мудрец созывает императорского географа, и тот, с помощью карты, показывает друзьям, как можно добраться до Красно-Белых гор. Географ объясняет, что, миновав Западные ворота города, герои почти сразу окажутся в лесу тысячи чудес. За лесом следуют полосатые Красно-Синие горы, или по-другому, «венец мира». Восточнее гор находится Сумеречная долина, переполненная неестественными жуткими голосами. Миновав долину, друзья окажутся в Зеркальной пустыне, а за пустыней находится Край света, где, вероятно, и должен находиться Драконий город. Лукас и Джим решают отправиться в это опасное путешествие.
Перед отъездом на паровозе Лукаса Эмме, придворный повар снабжает друзей провизией. Уезжая Джим и машинист прощаются с императором, мудрецами и Пинг-Понгом.
Миновав Лес тысячи чудес, друзья оказываются неподалёку от Красно-Синих гор. А рядом виднеется Сумеречная долина.
Через некоторое время Джим и Лукас на Эмме доезжают до Сумеречной долины. Въехав в неё, начинается сильный камнепад. К счастью, Лукас вспоминает о рычаге реактивной скорости. Он тянет рычаг, и Эмма начинает ехать с бешеной скоростью. Друзья вовремя успевают выехать из расщелины до того, как обрушивается стена. Теперь они в Зеркальной пустыне.
Но затем, Лукас приходит в отчаяние: у Эммы сломался поршень, починить его можно только изнутри, забравшись в котёл. Джим убеждает Лукаса, что может залесть в котёл. Лукас даёт Джиму гаечный ключ и говорит, что на самом дне котла есть болт, который нужно ослабить. При этом трёх оборотов будет достаточно. Джим ныряет в котёл. Он уже долго не появляется, и Лукас думает, что он утонул. Стервятник уже кружит над Эммой. Но тут появляется Джим: он ослабил болт. Лукас счастлив и чинит поршень.
Вскоре друзья продолжают свой путь. В пустыне настолько жарко, что Лукасу с Джимом очень быстро захотелось пить. Лукас видит прямо рядом с ним гигантскую кружку пива. А Джим видит, как фрау Каак зовёт его к себе, не понимая, что это всего лишь мираж. Да и вскоре у Эммы в котле заканчивается вода. Друзья опять в растерянности, как вдруг Джим бежит от паровоза со всех ног. Лукас его останавливает, и они видят, как вдалеке от них стоит великан, и он приближается. Великан просит друзей не убегать, Джим ему не верит, думая, что это уловка гиганта, чтобы он поймал их и съел. Лукас же думает о совершенно обратном. Машинист машет великану рукой в знак приветствия, великан делает то же самое. Великан опять подходит к друзьям, и по мере приближения он уменьшается в размерах. Когда он уже подходит к Лукасу и Джиму, то становится ростом с обычного человека. «Великан» представляется как Тур Тур (его имя и фамилия — Тур), и он — мнимый великан. По мере удаления от людей он становится на вид всё больше и больше, а когда наоборот он приближается, то становится меньше и меньше, пока не достигнет человеческого роста. Тур приглашает друзей в свой оазис, где они смогут отдохнуть и наполнить котёл Эммы водой.
Уже в оазисе Тур Тур рассказывает, как оказался в пустыне: в детстве, из-за его «дара», дети не хотели играть с ним, боялись его. Единственными людьми, кто не боялся Тура, были его родители. Когда они умерли, Тур решил найти место, где нет людей, но все попытки были тщетны. В итоге, «великан» ушёл в пустыню, а когда состарился, мечтал лишь об одном: хоть раз с кем-нибудь поговорить перед смертью, и машинист с Джимом осуществили его мечту. Они — вторые, кто не испугался его. Лукас и Джим называют Тура своим другом. Вне себя от счастья, мужчина хочет отблагодарить их за такую доброту, и тогда Лукас просит показать дорогу к Драконьему городу. Улыбка на лице Тура вновь исчезает. Он говорит, что Драконий город — это столица Бедландии, по-другому — Страны тысячи вулканов. Джим вытаскивает письмо и говорит, что когда Джим был ещё в коробке (см.начало сюжета), почтальон перепутал Медландию с Бедландией, потому-то он и оказался у Лукаса и фрау Каак. Также Тур говорит, что единственный проход в эту страну — через чёрные скалы и пропасти. Кроме этого, друзьям будет запрещено выходить из паровоза — иначе они замёрзнут насмерть за считанные секунды.

## В ролях
- Соломон Гордон — Джим Пуговка
- Хеннинг Баум — Лукас
- Као Ченмин — император Мандалы
- Энди Чунг — мудрый человек III
- Тадаси Эндо — мудрый человек I
- Лиэнн Эсперансат — принцесса Ли Си
- Аннета Фрир — фрау Ваас
- Томас Фритш — рассказчик
- Эден Гоу — Пинг Понг
- Михаэль Хербиг